# Avril 1793
Cette page présente les faits marquants du mois d'avril 1793.

## Événements

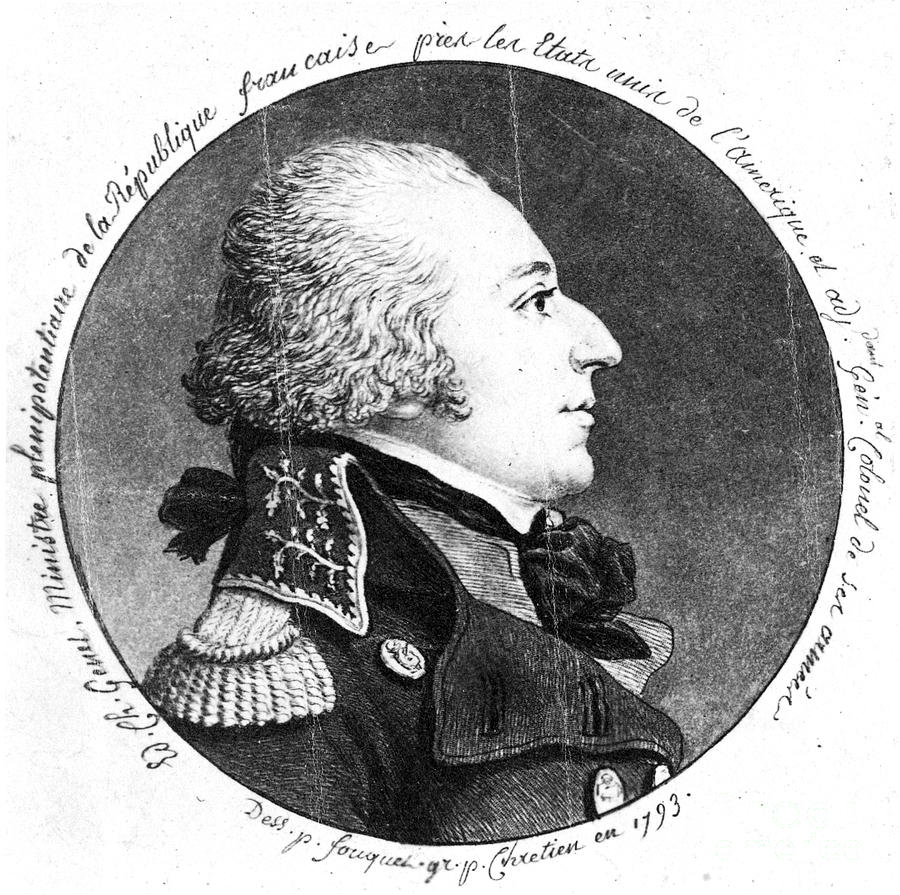
Edmond-Charles Genêt

- Eli Whitney présente la cotton gin, une égreneuse pour séparer la graine du coton de sa fibre[1]. L’invention de Whitney provoque une explosion de la culture du coton. Le coton gagne en quelques années les terres vierges du Sud profond et devient la principale culture d’exportation des États-Unis[2]. Cette expansion de la culture du coton provoque un accroissement du besoin en main d’œuvre et fait de l'esclavage un élément primordial du mode de production des États du Sud[3].

- 1er avril :
  - France : 
    - trahison de Dumouriez;
    - Décret d'accusation des députés de la Convention

  - Début du siège de Mayence par les coalisés[4].
- 4 avril : Charles François Dumouriez, le vainqueur de la bataille de Valmy, passe aux coalisés et trahit ainsi la République française[5].
  - En Autriche, Thugut, responsable de la politique étrangère, préfère perdre la famille royale prisonnière au Temple plutôt que de traiter avec la Convention. L’exécution de Louis XVI le 21 janvier permet au comte Colloredo Wallsee, principal ministre, de mener la réaction nobiliaire. François II se déclare ennemi des Lumières et se jette dans les bras de la réaction[6].
- 6 avril, France : décret de création du Comité de salut public : Danton, Cambon, Treilhard, Barère, Bréard, Debry bientôt remplacé par Lindet, Guyton-Morveaux, Delacroix, Delmas   … Pierre Joseph Cambon devient président du comité des finances (1793-1795).
- 8 avril : Edmond-Charles Genêt arrive à Charleston (Caroline du Sud), au lieu de se rendre à Philadelphie, alors capitale provisoire des États-Unis, pour présenter ses lettres de crédit au président américain George Washington, Genêt recrute des corsaires américains pour rejoindre les expéditions françaises contre les britanniques. Il organise aussi des volontaires américains pour combattre les alliés espagnols des anglais en Floride. Genêt arrive à Philadelphie le 18 mai. Washington envoie à Genêt une lettre pour se plaindre. Genêt répond en s'obstinant.
- 9 et 11 avril : première bataille de Coron.
- 10 avril au 23 juillet : siège de Mayence

- 11 avril : bataille de Chemillé.
- 12 au 14 avril : Siège de Port-au-Prince.
- 13 avril, France : 
  - arrestation de Marat.
  - Bataille des Aubiers.
  - Bataille de Challans.
- 15 avril : bataille de Saint-Gervais.
- 19 avril : bataille de Vezins.
- 20 avril : première bataille de Port-Saint-Père

- 22 avril : 
  - George Washington signe une proclamation de neutralité dans le conflit qui opposent la France et la Grande-Bretagne.
  - Bataille de Beaupréau.
  - Bataille de Machecoul.
- 24 avril, France : Jean-Paul Marat acquitté triomphalement par le Tribunal révolutionnaire.
- 28 avril, France : prise de Porrentruy

- 29 avril : bataille de Beaulieu-sous-la-Roche

- 30 avril : première bataille de Legé

## Naissances
- 1er avril : Édouard Corbière, marin, écrivain, journaliste et armateur français.
- 2 avril : Thomas Addison († 1860), physicien et scientifique anglais.
- 3 avril : Dionysius Lardner (mort en 1859), physicien irlandais.
- 5 avril : Félix De Mûelenaere, homme politique belge († 5 août 1862).
- 8 avril : Karl Ludwig Hencke (mort en 1866), astronome amateur allemand.
- 23 avril : Albert Grzymalda (mort en 1871), homme politique polonais
- 15 avril : Friedrich Georg Wilhelm von Struve (†  1864), astronome germano-balte.
- 19 avril : Ferdinand Ier, empereur d'Autriche
- 26 avril : Nicolas Changarnier, général et homme politique français.

## Décès
- 21 avril : John Michell (né en 1724),  physicien, astronome et géologue britannique.
- 29 avril : John Webber, peintre anglais (° 6 octobre 1751).